# سونی ان‌ای‌ایکس-۵آر
سونی ان‌ای‌ایکس-۵آر (انگلیسی: Sony NEX-5R) یک دوربین دیجیتال دارای بدنه اس‌ال‌آر کوچک می‌باشد، حسگرهای دوربین دارای ۱۶٫۱ مگاپیکسل موثر و حسگرهای دریافت‌کننده نور آن ۱۶٫۷ مگاپیکسل می‌باشد. این دوربین توسط سونی ساخته شده‌است که در ۲۹ اوت ۲۰۱۲ منتشر شد.